# Золотухина, Анна Ильинишна
Анна Ильинишна Золотухина (урожденная Сергеева; неизвестно, Михайловский уезд, Рязанская губерния — 1814, неизвестно) — русская писательница-мемуаристка составительница записок о событиях 1812 г.

## Биография
Анна Сергеева родилась в Михайловском уезде Рязанской губернии; дочь капитана артиллерии Русской императорской армии.
В 1799 году она вышла замуж за премьер-майора Матвея Ивановича Золотухина, который был на несколько лет моложе её и свой чин, по воле российской императрицы Екатерины II, получил в свой день рождения. 

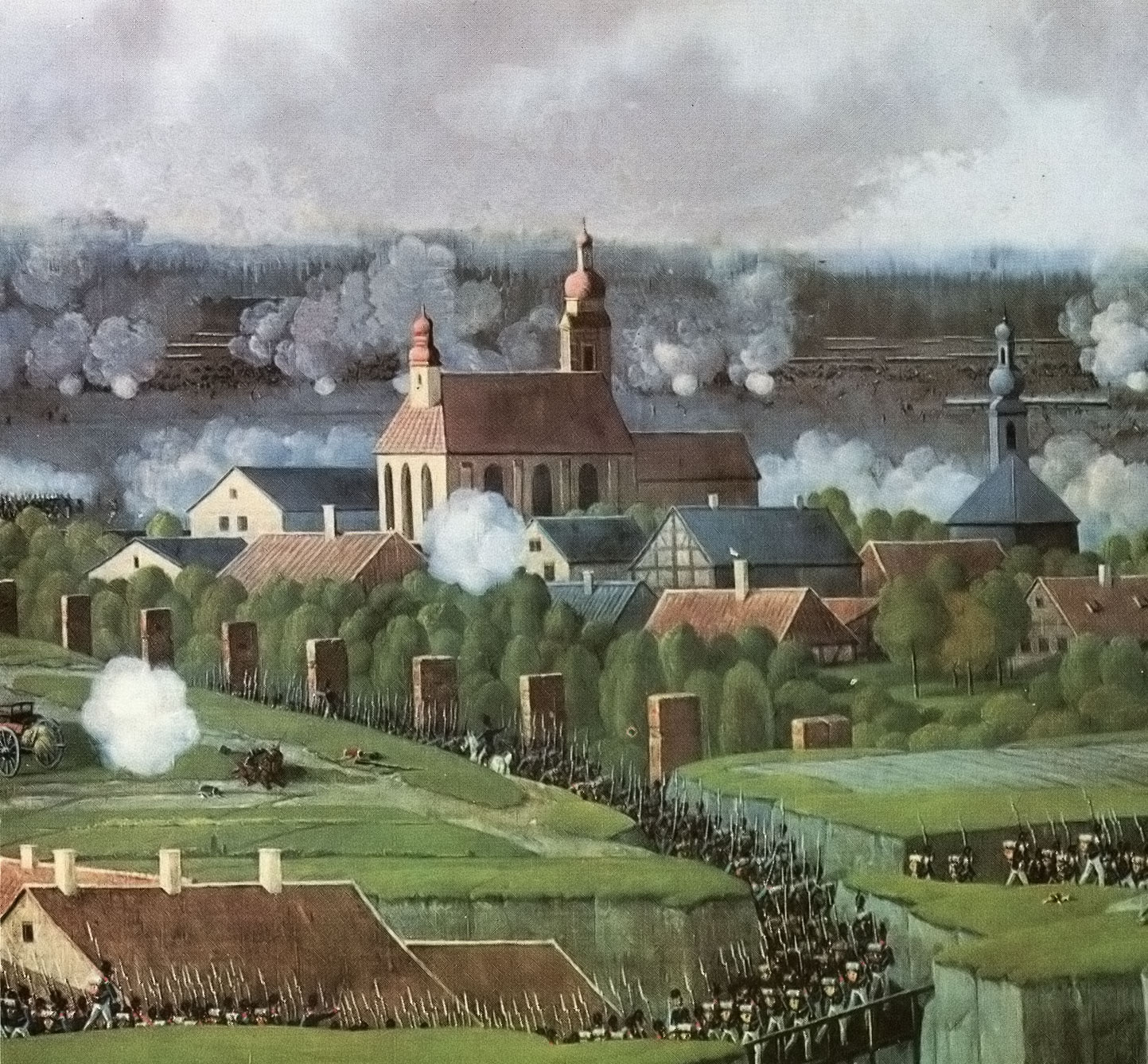
Сражение под Полоцком

С началом Отечественной войны 1812 года М. И. Золотухин поступил в Тульское ополчение, и Анна Ильинишна, горячо любившая своего мужа, решила следовать за ним в походе. На стоянке в деревне близ Полоцка, имея много свободного времени, она занялась описанием всего того, что случилось с ней с тех пор, как муж её определился на защиту отечества. Свои «Записки» она предназначала для своих детей, на память которым с необычайной искренностью начертала картину тех душевных переживаний и материальных лишений, которые выносили жители русских городов и деревень в эпоху Наполеоновских войн. Касаясь лишь поверхностно крупных исторических событий 1812 года, «Записки» Золотухиной интересны, как бесхитростная хроника русской женщины, самоотверженно любившей свою семью и родину. 
Анна Ильинишна Золотухина скончалась в 1814 году. 
Спустя много лет после её смерти, эти «Записки» были напечатаны в ежемесячном историческом издании «Русская старина».